# Гольцово (Владимирская область)
Гольцово — деревня в Александровском муниципальном районе Владимирской области России, входит в состав Краснопламенского сельского поселения.

## География
Деревня расположена в 18 км на северо-запад от центра поселения посёлка Красное Пламя и в 43 км на северо-запад от города Александрова. 

## История
Село Гольцово в старинных актах XVII и начала XVIII столетий именовалось «погост Никольский в Айгустове». Айгустовы — старинная фамилия, нередко встречающаяся в актах первой половины XVII века. Церковь в этом погосте существовала уже в начале XVII столетия, как об этом свидетельствуют писцовые книги 1628-29 годов и патриаршие окладные книги того же года. В писцовых книгах отмечен погост Никольский в Айгустове и деревянная церковь Николы Чудотворца в нем. С 1664 года в патриарших окладных книгах указывается «церковь Живоначальной Троицы да Николая Чудотворца да преподобного Сергия в Айгустове». О существовании Никольской церкви имеются сведения и в переписных книгах 1705 года, и в надписях на богослужебных книгах — 1714 и 1716 годов. Название Гольцево появляется в отметках на книгах, сохранившихся в церкви от второй половины XVIII века. В 1784 году в Гольцеве вместо обветшавшей деревянной церкви построена новая деревянная же и освящена снова в честь святого Николая Чудотворца. В первой четверти XIX века вместо деревянной церкви в Гольцеве построен был каменный храм; придел был освящен в 1810 году, а главный престол в 1822 году. Престолов в церкви было два: в холодной во имя святого Николая Чудотворца, в приделе теплом во имя преподобного Сергия Радонежского. Приход состоял из села Гольцева, сельца Вишякова, сельца Антонки, сельца Григорова, деревни Яншина. При церкви с 1877 года существовала земская народная школа, учащихся в 1893 году было 38. В годы Советской Власти церковь была полностью разрушена.       
В конце XIX — начале XX века село входило в состав Вишняковской волости Переславского уезда. В 1905 году в селе числилось 34 двора.
С 1929 года в составе Антоновского сельсовета Александровского района, в 1941-1965 годах в составе Струнинского района, позднее в составе Обашевского сельсовета.

## Население
| 1859 | 1905 |
| ---- | ---- |
| 178  | 164  |

| 1859 | 1905 | 1926 | 2002 | 2010 | 2021 |
| ---- | ---- | ---- | ---- | ---- | ---- |
| 178  | ↘164 | ↗191 | ↘23  | ↘14  | ↘12  |